# Daniel Negreanu
Daniel Negreanu, né le 26 juillet 1974 à Toronto, Ontario, est un joueur de poker professionnel canadien, d'ascendance roumaine. Il vit à Las Vegas, Nevada.
Jusqu'en juillet 2018, il était le joueur de poker ayant remporté le plus d'argent en tournois au monde.
Grâce à ses résultats et sa bonne humeur, Daniel Negreanu est devenu l'un des plus célèbres ambassadeurs du monde du poker.

## Biographie
En 1967, les parents de Daniel Negreanu, Annie et Constantin, quittent la Roumanie pour le Canada.
Daniel abandonne ses études pour se consacrer au jeu, en jouant dans les casinos locaux et en cherchant des parties illégales autour de la ville de Toronto, où il fait la connaissance de Jonhy Vollaire, membre influent de la pègre canadienne. Pendant cette période, il rencontre et devient le petit ami de Evelyn Ng (en), qui deviendra elle-même une joueuse de poker reconnue.
Après s'être constitué une bankroll (capital dédié au jeu), il quitte à 21 ans le Canada pour Las Vegas, afin de poursuivre son rêve de devenir un joueur de poker professionnel. Malheureusement, ses échecs successifs au Las Vegas Strip le forcent à retourner à Toronto pour reconstituer son capital.

## Carrière professionnelle
En 1997, la chance de Daniel Negreanu commence à tourner quand il remporte deux titres aux World Poker Finals de Foxwoods, remportant ainsi 133 600 dollars et étant élu le meilleur joueur du tournoi. Il poursuit son envolée en 1998, aux World Series Of Poker (WSOP), en remportant 169 460 dollars et le bracelet du 2 000 USD Pot Limit Hold'em, devenant ainsi le plus jeune joueur à remporter un titre au WSOP – record qu'il détient jusqu'en 2004.
L'année suivante, il devient l'un des joueurs de tournoi les plus brillants, remportant deux titres au World Poker Tour (WPT), deux autres bracelets aux WSOP et apparaissant à onze tables finales. Il est aussi nommé « joueur de l'année 2004 » aux WSOP.
Par la suite, le casino Wynn Las Vegas le recrute en tant que « Poker Ambassador » pour qu'il joue à toutes les tables du casino. Cet arrangement prend fin en octobre 2005 quand Negreanu décide d'arrêter, car il était contraint de ne jouer qu'au Wynn. Cependant, en décembre 2005, il ouvre ses propres tables de poker en ligne sur son site officiel Full Contact Poker, qui inclut aussi son blog et des forums concernant le poker. Il joue à ces tables sous le pseudonyme de KidPoker.
Certaines victoires de Negreanu sont attribuées à sa capacité à lire le jeu de ses adversaires. Quand on lui parle de cette habileté, il explique que le plus important est d'observer ses adversaires, leur style vestimentaire, se renseigner sur leur metier, de voir la façon dont ils jouent leurs mains.
Il a écrit plus d'une centaine d'articles pour le Card Player Magazine (en) et contribué au Super System II de Doyle Brunson. Il a donné des leçons sur le web et aussi des cours particuliers à des célébrités comme Tobey Maguire. En 2006, il rassemble une équipe de « Superstar Contributors » pour écrire un livre sur le poker, intitulé Daniel Negreanu's Power Hold'em Strategy. Le livre est développé à partir du Super System de Brunson et devait être publié en 2007. Il est publié en langue française en 2010, sous le titre Poker Power et comprend des interventions d'Evelyn Ng, Todd Brunson, Erick Lindgren (en), Paul Wasicka et David Williams.
On a pu voir Negreanu dans de nombreuses émissions télévisées dédiées au poker, comme Late Night Poker, Poker After Dark et High Stakes Poker. Il a aussi commenté l'Ultimate Poker Challenge et fait une apparition dans la troisième saison de Poker Superstars Invitational Tournament. Enfin, il a prodigué des conseils dans La Minute Poker sur Game One.
En juin 2007, il rejoint la Team PokerStars.
En 2019, Negreanu et Pokerstars se séparent à l'amiable selon le joueur.
En 2014, il est élu au Poker Hall of Fame.

## Palmarès et gains en tournois
Daniel Negreanu a remporté sept bracelets des World Series Of Poker (WSOP), en gagnant le 2 000 USD Pot Limit Hold'em en 1998, le 2 000 USD S.H.O.E en 2003, le 2 000 USD Limit Hold’em en 2004, le 2 000 USD Limit Hold'em en 2008, le 10 000 A$ no Limit Hold'em Main Event des WSOP Asia Pacific en 2013, et le 25 000 € High Roller des WSOP en 2013. En 2024, après onze ans sans avoir remporté de bracelet, il remporte le 50 000 USD Players Championship.
En septembre 2008, il termine cinquième du Main Event des WSOP Europe à Londres et gagne 217 200 livres. En octobre 2009, il refait la table finale du Main Event des WSOP Europe et finit deuxième pour 495 589 livres.
Durant toute sa carrière, Daniel Negreanu a cumulé plus de 39,8 millions de dollars de gains, avec notamment 8,3 millions remportés grâce à sa seconde place au tournoi Big one For one Drop en 2014.
En mai 2022, il est classé troisième de la « All Time Money List », la liste qui classe les joueurs suivant leurs gains cumulés en tournois live tout le long de leur carrière.

## Dans les médias
En 2007, Daniel Negreanu apparaît à plusieurs reprises dans le film Lucky You, interprétant son propre rôle.
En 2009, il apparaît dans le film X-Men Origins: Wolverine, interprétant son propre rôle à une table de poker.

## Vie privée
Le 19 août 2005, Daniel Negreanu épouse Lori Lin Weber. Ils se séparent à la fin de l'année 2007. En mai 2019, il a épousé Amanda Leatherman. En 2024, Negreanu et son épouse Amanda ont lancé leur propre podcast intitulé "The Mania Podcast".
Il est végétarien depuis 2000 et vegan depuis 2006. En 2015, il participe à une campagne pour l'association pro-animaux PETA